# 圣勃伦诺堂 (里昂)
圣勃伦诺堂（法語：Église Saint-Bruno des Chartreux）是法国里昂的一座罗马天主教教堂，供奉圣勃伦诺，也是该市唯一的巴洛克教堂。

## 历史
16世纪末，法国受反宗教改革的影响，罗马天主教复兴，新建和扩建一批修道院。克鲁瓦鲁塞山（La Croix-Rousse）也因此恢复了它在古代的宗教用途，从1584年开始的一个世纪中，在山上建立了13个宗教社团，因此得到绰号“祈祷山” （la colline qui prie）。

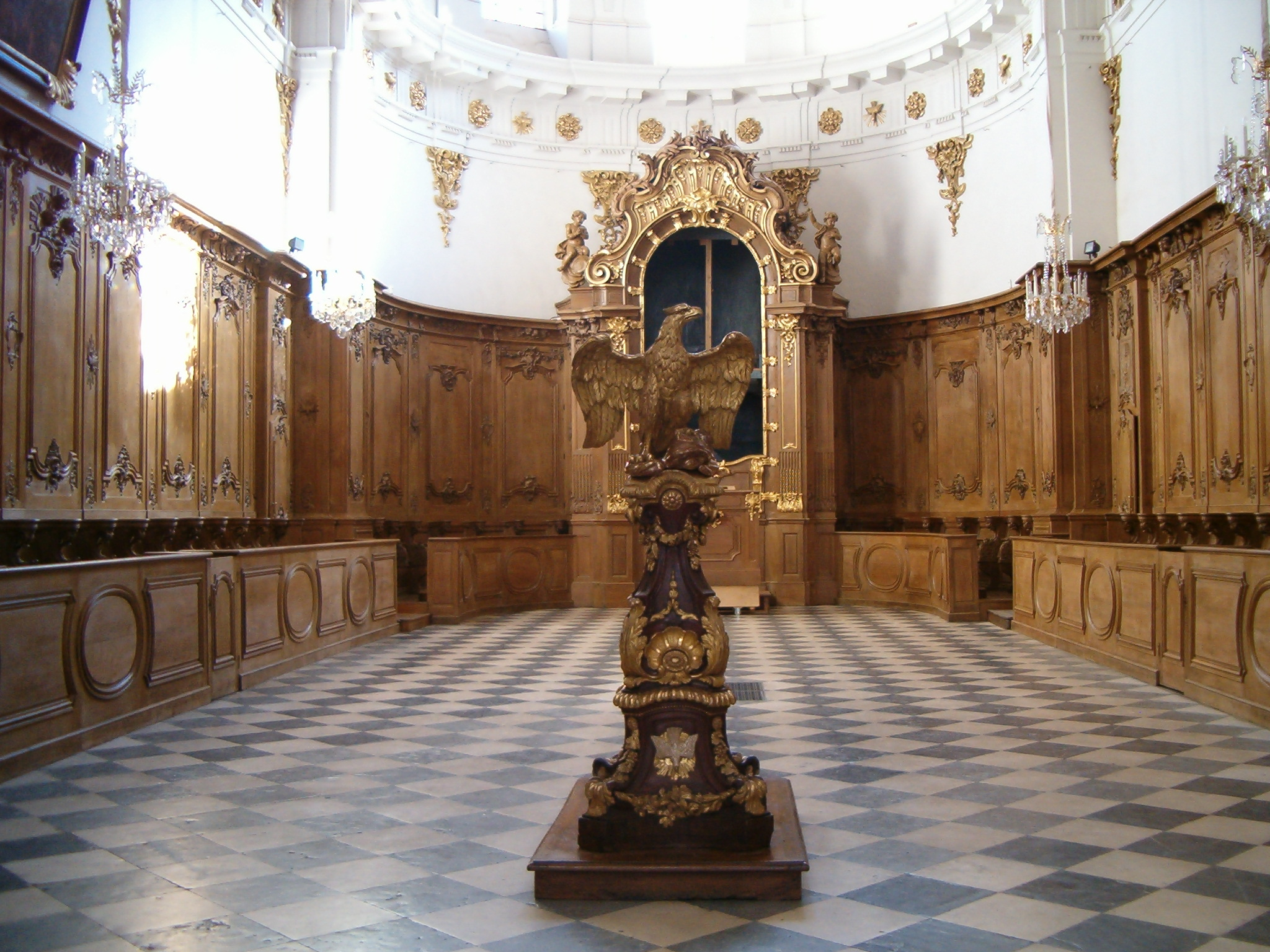
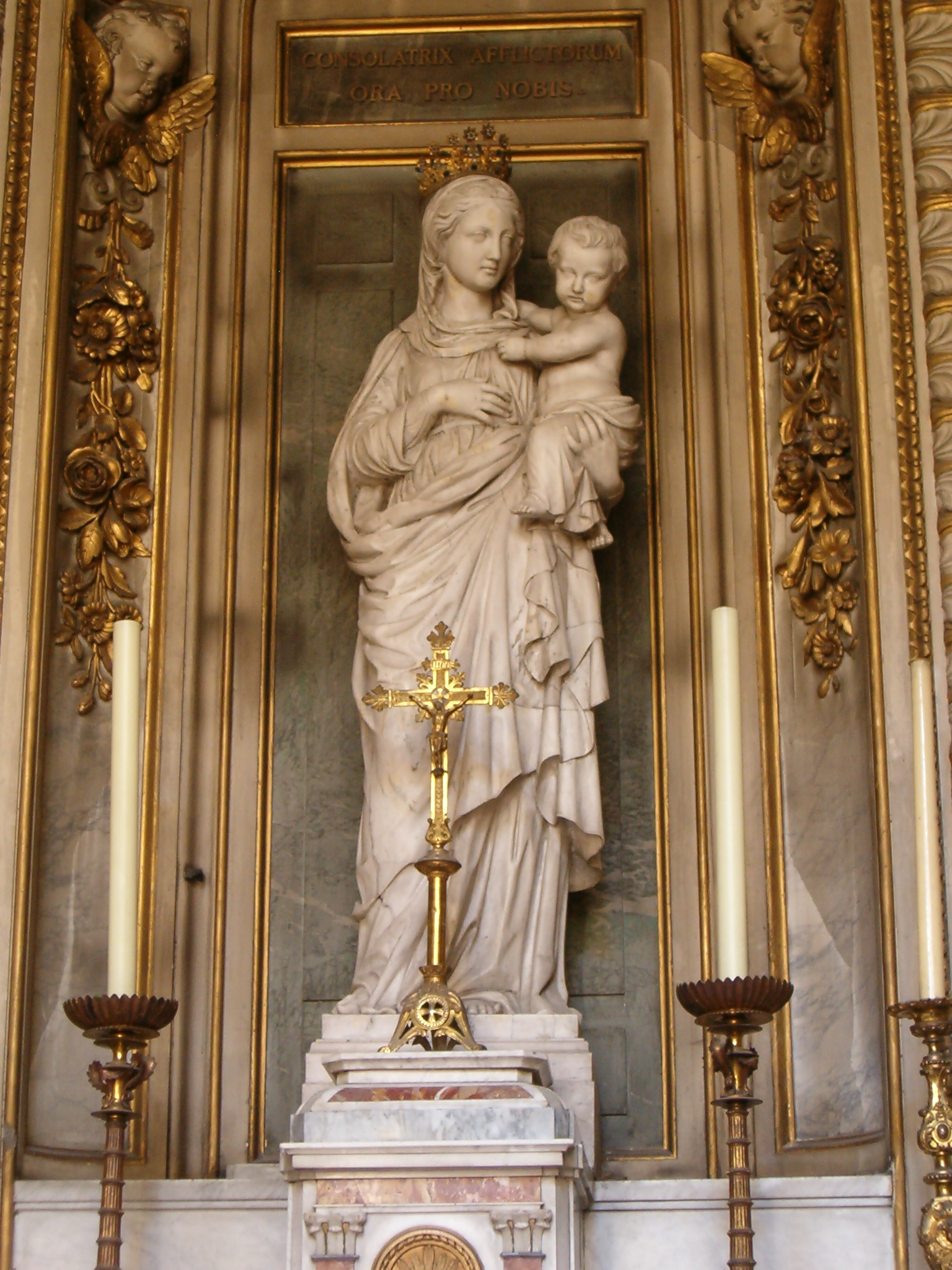
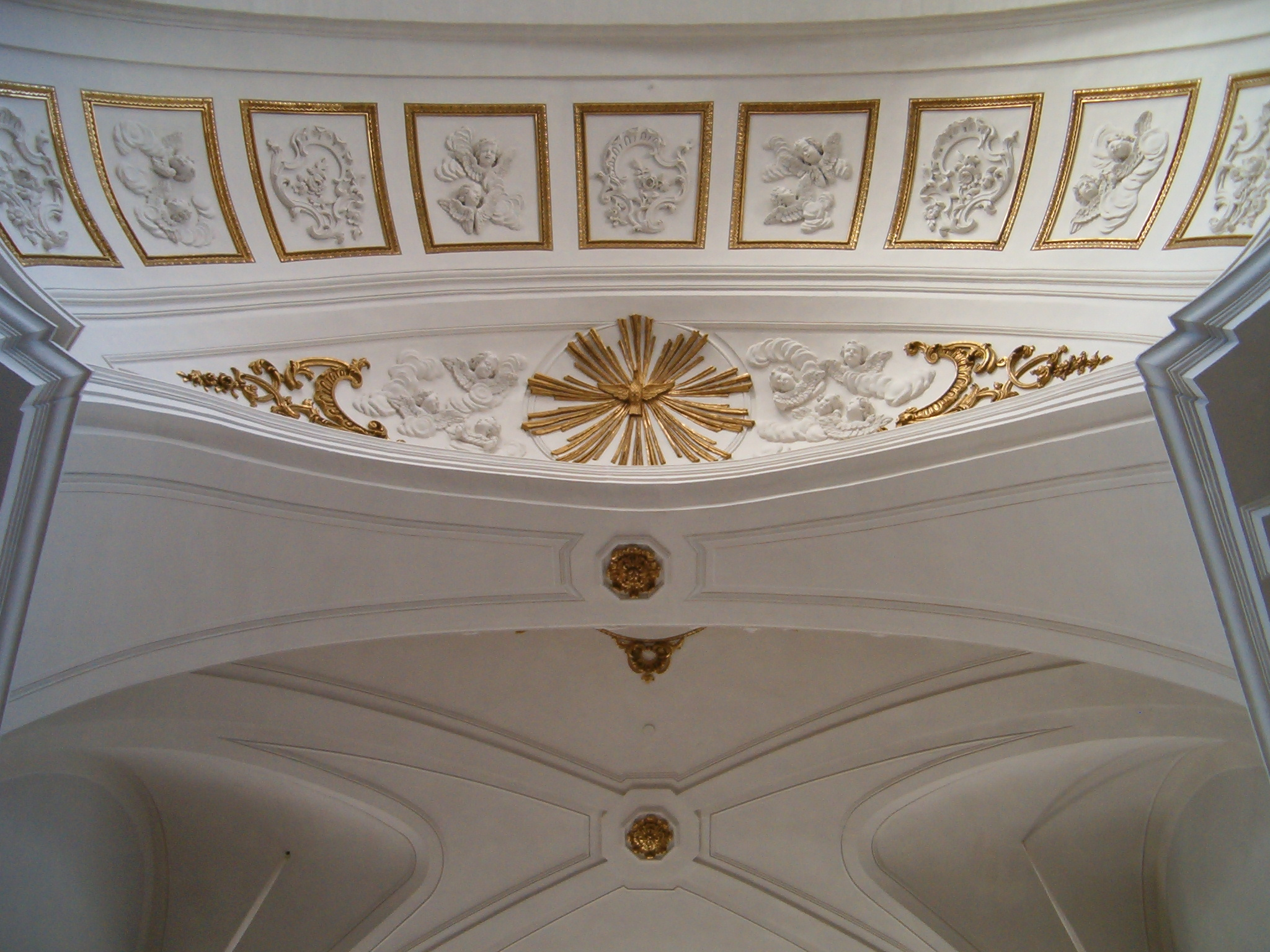
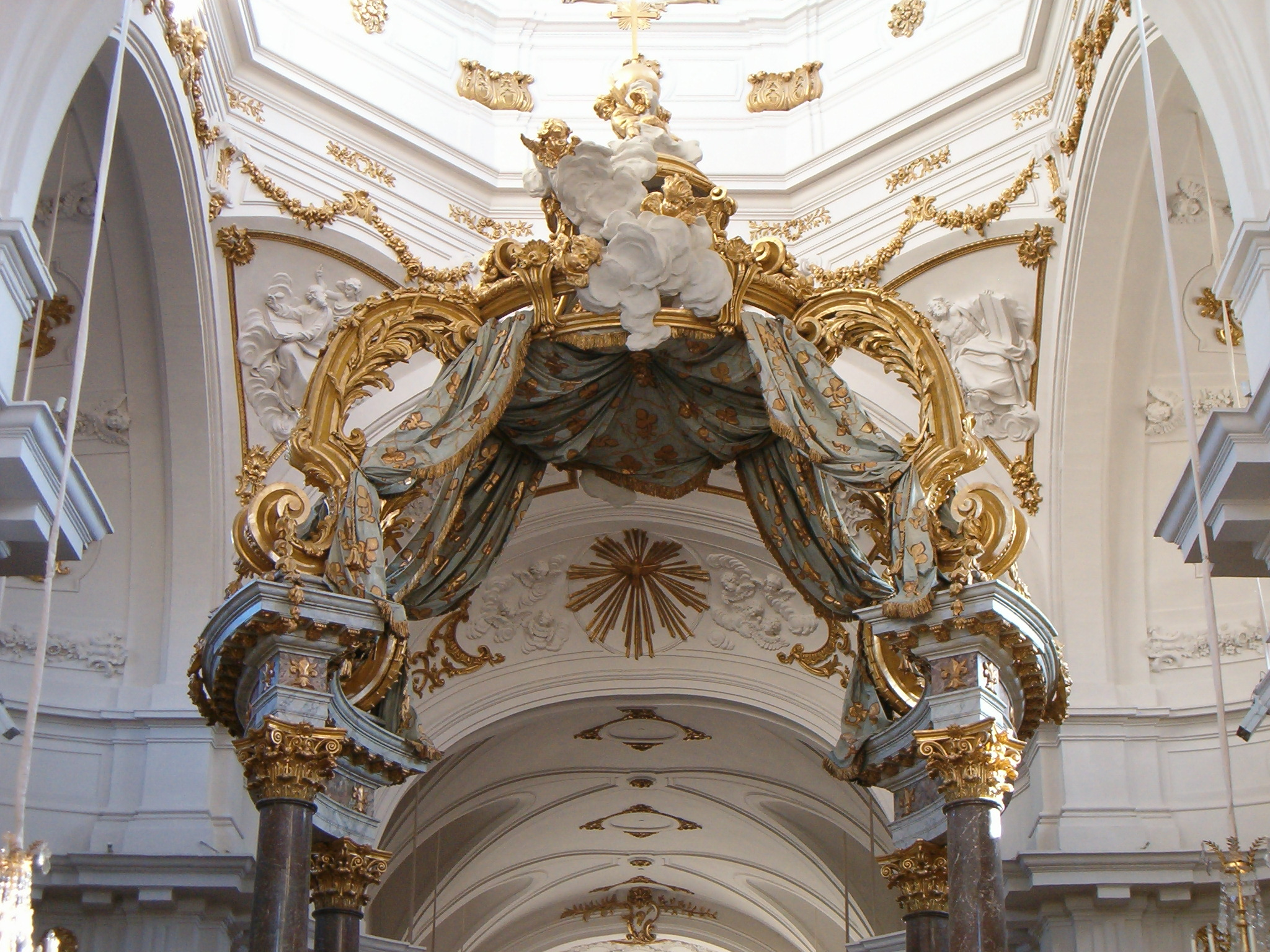
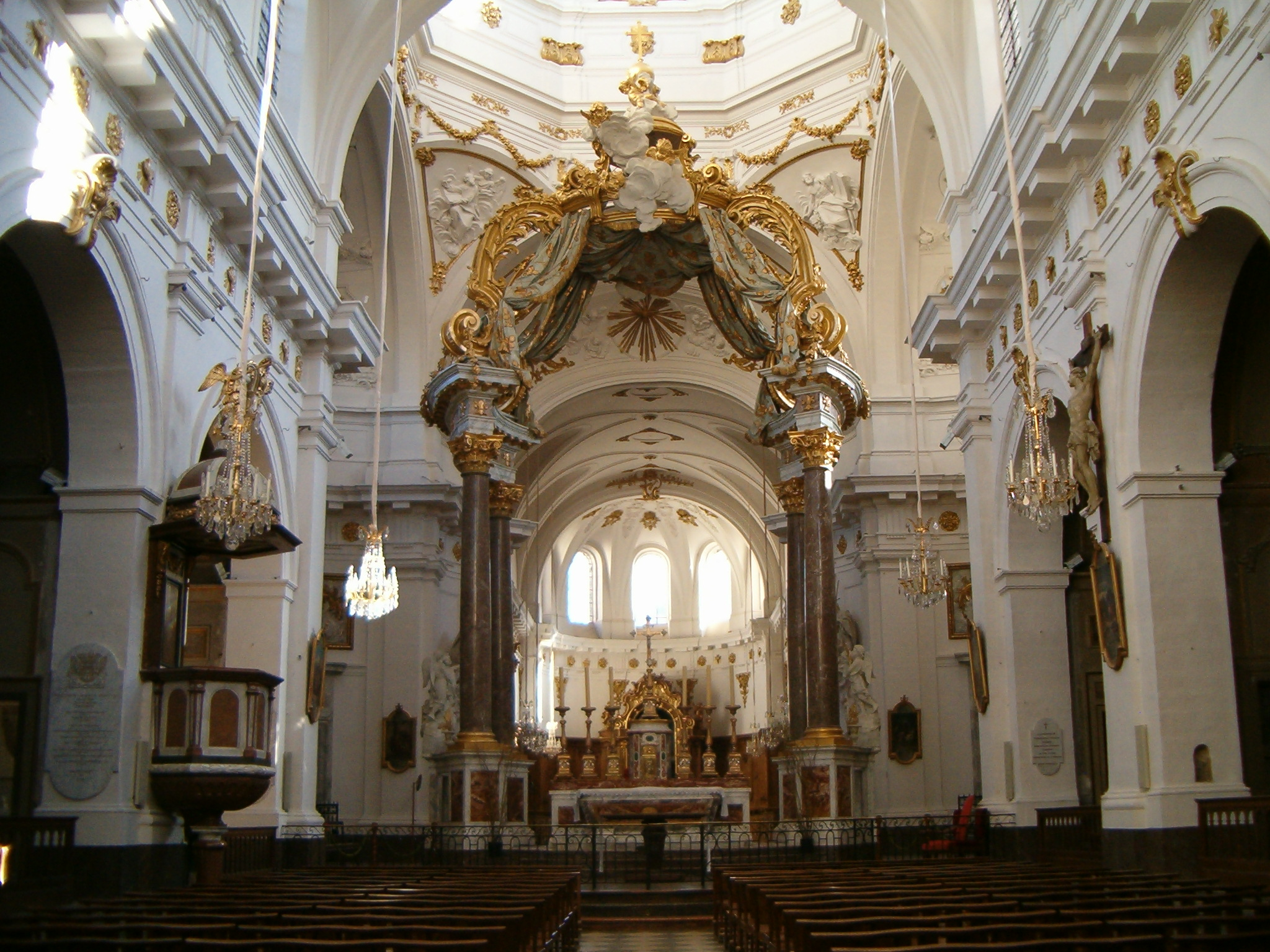
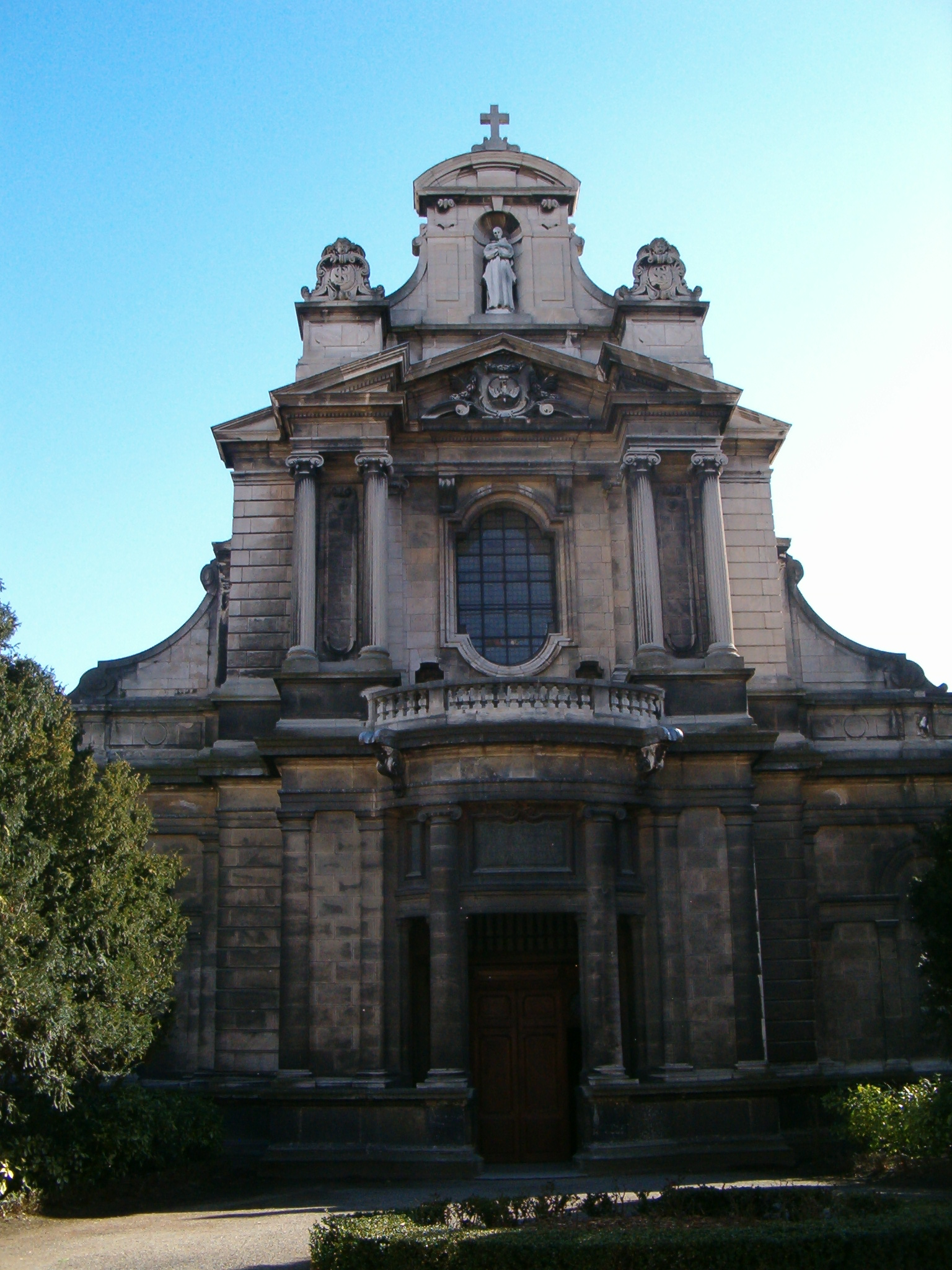